# Thespesia cubensis
Thespesia cubensis är en malvaväxtart som först beskrevs av Nathaniel Lord Britton och P. Wilson, och fick sitt nu gällande namn av J. B.Hutchinson. Thespesia cubensis ingår i släktet Thespesia och familjen malvaväxter. Inga underarter finns listade i Catalogue of Life.